# Juan Ramón Jiménez
Juan Ramón Jiménez Mantecón (Moguer, Huelva, 23 de desembre de 1881 - San Juan, Puerto Rico, 29 de maig de 1958) fou un poeta i professor universitari espanyol en llengua castellana guardonat amb el Premi Nobel de Literatura l'any 1956 pel conjunt de la seva obra. És conegut sobretot per Platero i jo.

## Biografia

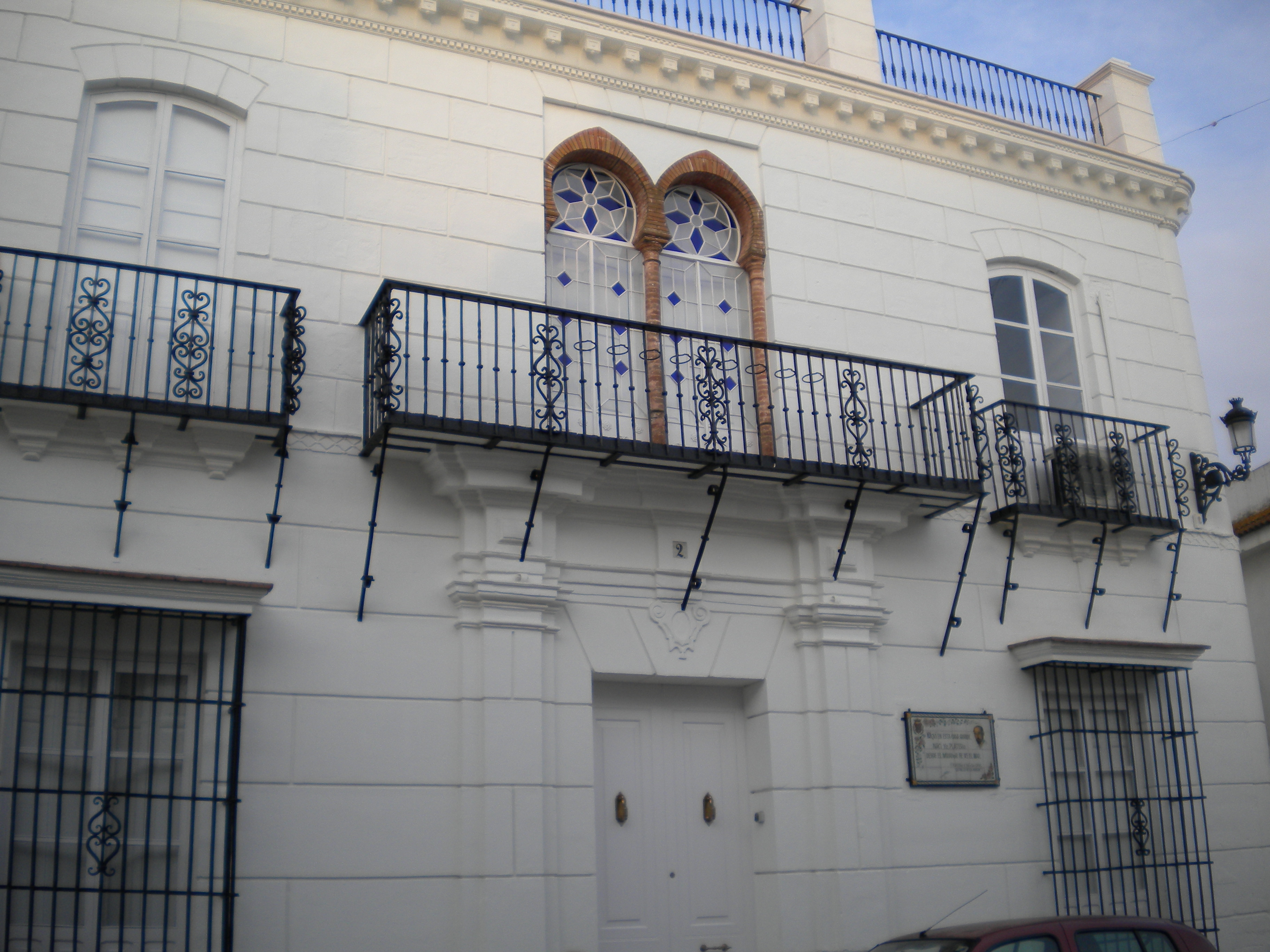
Casa natal de Juan Ramón Jiménez a Moguer (Huelva)

Juan Ramón Jiménez va néixer el 23 de desembre de 1881 al número dos del carrer de la Ribera de la localitat de Moguer (província de Huelva). Era fill de Víctor Jiménez (natural de Nestares, La Rioja, vidu amb una filla —Ignacia— d'un primer matrimoni amb Emília Velarde, parenta de l'escriptor José Velarde) i Purificación Mantecón López-Parejo, els quals es dedicaven al comerç de vi. El 1887 els seus pares es varen traslladar a una antiga casa del carrer Nueva, i va cursar primària i elemental al col·legi de Primera y Segunda Enseñanza de San José.
El 1891 va aprovar amb qualificacions d'excel·lent l'examen de Primera Enseñanza a l'Institut La Rábida de Huelva. El 1899 va estudiar Batxillerat al col·legi de San Luis Gonzaga del Puerto de Santa María i va obtenir el títol de Batxiller en Arts. Es va traslladar a Sevilla el 1896 per a ser pintor amb la creença que aquesta era la seva vocació. Allí va freqüentar la biblioteca de l'Ateneu sevillà, va escriure els seus primers treballs en prosa i vers i va començar a col·laborar en periòdics i revistes de Sevilla i Huelva. Va començar la carrera de Dret imposada pel seu pare a la Universitat de Sevilla, encara que la va abandonar el 1899.
El 1900 es va traslladar a Madrid i va publicar els seus dos primers llibres de textos, Ninfeas i Almas de violeta. La mort del seu pare aquest mateix any i la ruïna familiar, confirmada quan ell i la seva família van perdre tot el seu patrimoni embargat quan el Tribunal Suprem va fallar a favor del Banc de Bilbao, li van causar una profunda preocupació, viscuda intensament a causa del seu caràcter hiperestèsic, quelcom neuròtic i nefelibat (amb aquest adjectiu ho va definir Rubén Darío), i el 1901 va ser ingressat amb depressió en un sanatori de Bordeus. Posteriorment va tornar a Madrid, al Sanatori del Rosario.

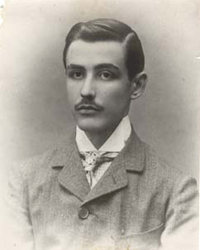
Retrat de Juan Ramón Jiménez cap al 1900

El seu primer amor va ser la idealitzada Blanca Hernández Pinzón, la "núvia blanca" dels seus versos, però aviat el poeta es va convertir en tot un donjuán; els 104 poemes dels seus Libros de amor (1911-1912) consignen aventures amb dones solteres, casades, amb una nord-americana mare d'una filla, amb l'esposa del psiquiatre que va atendre la seva depressió després de la mort del seu pare "i sí, fins i tot monges", com proclama el seu editor en 2007, José Antonio Expósito.
El 1902 va publicar Arias tristes i va intervenir en la fundació de la revista literària Helios. També va abandonar el Sanatori del Rosario i es va traslladar al domicili particular del doctor Luis Simarro. Ja el 1904 va publicar Jardines lejanos. El 1905 va retornar al seu poble natal a causa dels problemes econòmics que travessava la seva família, amb residència a la casa del carrer Aceña. Aquest període coincideix amb la seva etapa de major producció literària en la qual figuren, a la Segunda Antología Poética (acabada d'imprimir el 1922), els llibres en vers Pastorales (1903-1905); Olvidanzas (1906-1907); Baladas de primavera (1907); Elegías (1907-1908); La soledad sonora (1908); Poemas májicos y dolientes (1909); Arte menor (1909); Poemas agrestes (1910-1911); Laberinto (1910-1911); Melancolía (1910-1911); Poemas impersonales (1911); Libros de amor (1911-1912); Domingos (Apartamiento: 1) (1911-1912); El corazón en la mano (Apartamiento: 2) (1911-1912); Bonanza (Apartamiento: y 3) (1911-1912); La frente pensativa (1911-1912); Pureza (1912); El silencio de oro (1911-1913) i Idilios (1912-1913), tots escrits durant la seva estada a la casa.
A Madrid, gràcies a Gregorio Martínez Sierra i a María Lejárraga, el 1903 coneix una elegant i culta nord-americana, Luisa Grimm (1878-1960), casada amb el ric espanyol Antonio Muriedas Manrique de Lara, qui tenia interessos econòmics a Mèxic. Juan Ramón Jiménez es va enamorar de Luisa Grimm i fins i tot li va insinuar la possibilitat del matrimoni, que ella va rebutjar, i va mantenir-hi una abundant correspondència entre 1907 i 1915. Grimm, gran amant de la poesia, li va donar a conèixer molts textos lírics escrits en anglès, especialment d'autors del Romanticisme, que llavors eren poc coneguts a Espanya. El 1912, Jiménez va començar a traduir, amb l'ajuda d'Alberto Jiménez Fraud, l'Himne a la bellesa intel·lectual de Percy Bysshe Shelley, que va publicar el 1915.

### Matrimoni amb Zenòbia Camprubí

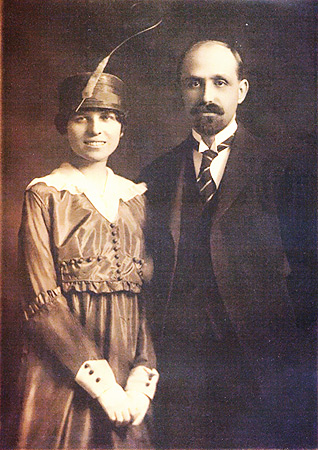
Retrat de matrimoni de Juan Ramón Jiménez i Zenòbia Camprubí (2 de març de 1916, Nova York)

Jiménez va conèixer Zenòbia Camprubí Aymar el 1913 i se'n va enamorar profundament, malgrat que el festeig va ser difícil. El 1914 va ser nomenat director de les Edicions de la Residencia de Estudiantes pel seu amic Jiménez Fraud i va traduir per a aquesta editorial la Vida de Beethoven de Romain Rolland. Va fer diversos viatges a França i després als Estats Units, on el 1916 es va casar amb Camprubí. Aquest fet i el redescobrimient del mar va ser decisiu en la seva obra: va escriure Diario de un poeta recién casado, obra que marca la frontera entre les seves etapes sensitiva i intel·lectual. Des d'aquest moment, Jiménez va crear una poesia pura amb una lírica molt intel·lectual, i va col·laborar amb la seva esposa en el llarg procés de traducció de vint-i-dues obres del poeta indi Rabindranath Tagore. En aquesta època, més concretament el 1916, va ser nomenat director literari de noves edicions de l'Editorial Calleja i es va crear la col·lecció "Obras de Juan Ramón Jiménez" en la qual van aparèixer Estío (1916), Sonetos espirituales (1917), l'edició completa de Platero y yo (1917) i Diario de un poeta recién casado (1917). A més, a la seva esposa li van encarregar la traducció de quinze contes; en correspondència, Jiménez va dedicar a Rafael Calleja el seu Diario de un poeta recién casado i va rebre l'encàrrec d'entaular relacions amb editorials nord-americanes dedicades també a la literatura infantil i a la pedagogia quan va partir a Nova York en viatge de nuvis; després les relacions es van deteriorar quan l'editorial va incomplir diversos compromisos.

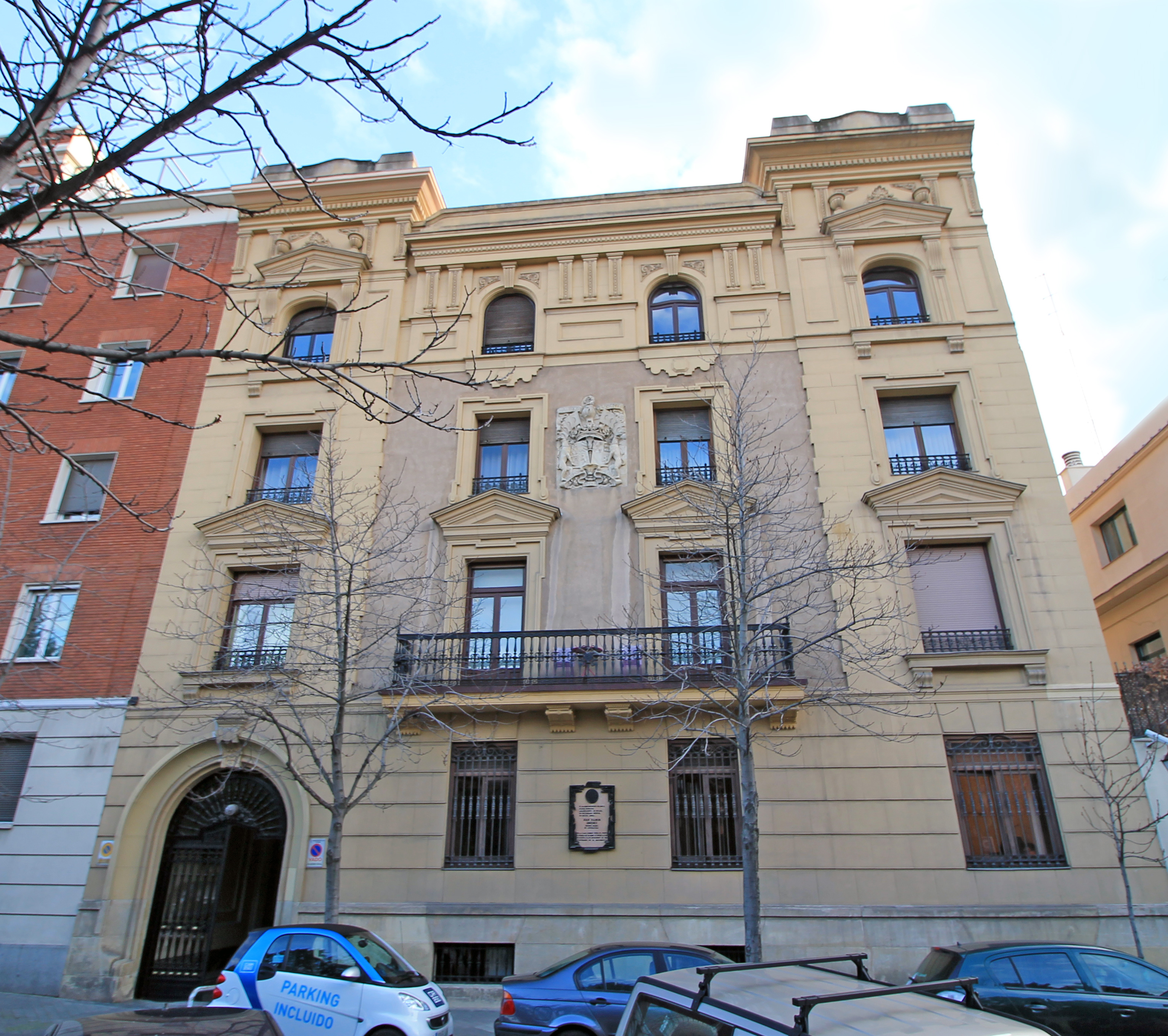
El número 38 del carrer Padilla de Madrid, on van viure Zenòbia Camprubí i Juan Ramón entre 1929 i 1936. L'edifici va ser projectat com una casa-palau per l'arquitecte Bernardo Giner de los Ríos.

El 1918 va encapçalar moviments de renovació poètica, aconseguint una gran influència a la Generació del 27. De 1921 a 1927 va publicar en revistes part de la seva obra en prosa, i de 1925 a 1935 va publicar els seus Cuadernos, on es troben la majoria dels seus escrits. El 1930 li va ser presentada en un concert l'escultora i escriptora Margarita Gil Roësset, amiga de Zenòbia, que en va quedar enamorada; Jiménez la va rebutjar i, després de dos anys d'intents desesperats d'aconseguir el seu amor, es va suïcidar el 1932. Aquest fet va impressionar a Juan Ramón qui li dedica una semblança a Españoles de tres mundos. A partir de 1931, l'esposa del poeta va patir els primers símptomes d'un càncer que va posar fi a la seva vida.

### Guerra civil i exili
El 1936, any que marca en la seva obra el pas de l'etapa intel·lectual a l'etapa suficient o veritable, va esclatar la Guerra Civil Espanyola i Jiménez va donar suport decididament a la República. No obstant això, se sentia insegur a Madrid, on el diari socialista Claridad va emprendre una campanya contra els intel·lectuals, i va ser Manuel Azaña qui va ajudar a sortir de la capital al matrimoni per via diplomàtica. Es va instal·lar als Estats Units (Washington) com a agregat cultural. El 1937 es va traslladar a Cuba per impartir tres conferències; el 1938 el seu nebot falangista, Juan Ramón Jiménez Bayo, va morir al front de Terol, cosa que va deixar Jiménez absolutament desolat. Segons Zenòbia, «el dolor va deixar Juan Ramón absolutament estèril durant quasi un any i mig». D'ell en va escriure el poeta en la seva autobiografia Vida:
| « | Jo conec bé que ell tenia, amb les idees que ell creia millors, un ideal net, sense més sang en si que la seva. I aquesta sang generosa el deixà sense ella exsangüe al lloc del seu ideal. I se sumí a la terra a millorar-la. Si la seva mort, i les altres com la seva, no ens milloren, de quina substància miserable som? | » |

El 1939 els revoltats van saquejar el pis del matrimoni del carrer Padilla de Madrid i roben els llibres, manuscrits i pertinences del poeta i de la seva dona. Entre 1939 i 1942 es van establir a Miami, on Jiménez va compondre els Romances de Coral Gables. El 1940 va ser hospitalitzat uns mesos a l'Hospital universitari de Miami per depressió, d'on en va sortir amb els projectes de dos ambiciosos poemes: Espacio i Tiempo; només va arribar a concloure el primer, culminació de la lírica espanyola del segle xx. El 1942 es van traslladar a Washington i entre 1944 i 1946 Zenòbia i Juan Ramón van ser contractats per a fer classes com a professors de la Universitat de Maryland. El 1946 el poeta varomandre hospitalitzat uns altres vuit mesos a causa d'un nou episodi depressiu; el 1947 van comprar una casa a Riverdale, prop d'una clínica, i entre agost i novembre de 1948 van viatjar a l'Argentina i Uruguai per mar, on van ser rebuts amb gran aclamació i Juan Ramón va impartir diverses conferències. El 1950 la parella va anar i es va quedar definitivament a Puerto Rico per a fer classes al Recinto de Río Piedras, seu de la Universitat de Puerto Rico. La seva influència sobre els escriptors portorriquenys marca fortament les obres d'autors com Giannina Braschi, René Marqués, Aurora de Albornoz i Manuel Ramos Otero.
El 1956 l'Acadèmia Sueca va atorgar a Jiménez el Premi Nobel de Literatura. Al cap de tres dies va morir la seva esposa a San Juan. Mai no es va recuperar d'aquesta pèrdua i va romandre a Puerto Rico mentre Jaime Benítez, rector del Recinto de Río Piedras, acceptava el premi en el seu nom. Juan Ramón Jiménez va morir dos anys més tard, el 29 de maig de 1958, a la mateixa clínica de Santurce on va morir la seva esposa. Les seves restes van ser traslladades a Espanya i reposen al cementiri de la seva localitat natal.

## Obra literària
La crítica literària acostuma a dividir la seva trajectòria poètica en les tres etapes següents: sensitiva; intel·lectual; suficient o veritable.

### L'etapa sensitiva (1898-1915)
Aquesta etapa se subdivideix en dues sub-etapes:
- 1898-1908: marcada per la influència de Gustavo Adolfo Bécquer, el simbolisme i un modernisme de formes tènues, rima assonant, vers d'art menor i música íntima. En ella predominen les descripcions del paisatge com un reflex de l'ànima del poeta, un paisatge que no és natural ni fruit de passejos com el d'Antonio Machado, sinó que està sotmès a l'estatisme d'un jardí interior, a l'intimisme d'un ordre. Predominen els sentiments malenconiosos, els records i somnis amorosos. Es tracta d'una poesia emotiva i sentimental on es pot observar la sensibilitat del poeta a través d'una estructura formal perfecta. Pertanyen a aquesta etapa Rimas (1902), Arias tristes (1903), Jardines lejanos (1904) i Elegías (1907)

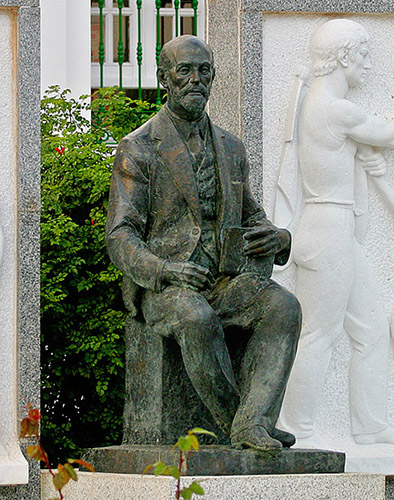
Monument a Juan Ramón Jiménez a la plaça del "Cabildo" de Moguer.

- 1908-1915: s'aboca en el vers d'art major (hendecasíl·labs i alexandrins), la rima consonant i l'estrofa clàssica (sonet i sirventès). Denota una major empremta modernista, del simbolisme francès de Charles Baudelaire o Paul Verlaine i del decadentisme anglofrancès de Walter Pater. Pertanyen a aquesta etapa La Soledad Sonora (1911), Pastorales (1911), Laberinto (1913), Platero i yo (1914), el seu èxit més popular, i Estío (1916). Cap al final d'aquesta etapa el poeta comença a sentir el fastig de les vestidures sensorials del Modernisme i preocupacions relacionades amb el temps i la possessió d'una bellesa eterna.

### L'etapa intel·lectual (1916-1936)
El seu primer viatge a Amèrica i el contacte amb la poesia en anglès de William Butler Yeats, William Blake, Emily Dickinson o Percy Bysshe Shelley marca profundament aquesta segona etapa, que el vincula al corrent literari del Noucentisme i que fuig totalment del modernisme. En aquesta etapa es produeix un fet fonamental: el descobriment del mar com a motiu transcendental. El mar simbolitza la vida, la solitud, el goig, l'etern temps present. S'inicia així mateix una evolució espiritual que el duu a buscar la transcendència. En el seu desig de salvar-se davant la mort, s'esforça per arribar a l'eternitat, i això només pot aconseguir-ho a través de la bellesa i la depuració poètica. Suprimeix així 
1. la musicalitat,
2. els arguments poètics,
3. l'aparatositat externa i ornamental anterior per endinsar-se en allò que ell considera essencial i bell.

D'aquesta època destaquen Diario de un poeta recién casado  (1916), Primera antología poética, (1917), Eternidades (1918), Piedra y cielo (1919), Poesía (1917-1923) i Belleza (1917-1923). Amb els seus nous temes i formes obre un nou corrent poètic, que serà explotat per alguns membres de la Generació del 27.

### L'etapa suficient o veritable (1937-1958)
Pertany a l'època suficient o veritable els seus escrits realitzats durant el seu exili americà. Juan Ramón continua replegat en si mateix a la recerca de la bellesa i la perfecció. La seva ànsia per la transcendència el duu a una certa mística i identificar-se amb Déu i la bellesa. La seva llengua poètica es transforma en una espècie d'idiolecte poblat de múltiples neologismes. Després d'un període de relatiu silenci, publica Animal de fondo (1949), Tercera antología poética (1957), En el otro costado (1936-1942) i Dios deseado y deseante (1948-1949).
L'any 1956 fou guardonat amb el Premi Nobel de Literatura per la seva poesia lírica, que en llengua castellana constitueix un exemple de gran esperit i de puresa artística.

### Obra seleccionada
| - 1900: Almas de violeta - 1902: Rimas - 1903: Arias tristes - 1904: Jardines lejanos - 1907: Elejías puras - 1910: Baladas de primavera - 1911: La soledad sonora - 1911: Pastorales - 1913: Laberinto - 1914: Platero y yo | - 1916: Estío - 1916: Diario de un poeta recién casado - 1917: Sonetos espirituales - 1918: Eternidades - 1919: Piedra y cielo - 1923: Belleza - 1936-1942: En el otro costado - 1942: Españoles de tres mundos - 1949: Animal de fondo - 1948-1949: Dios deseado y deseante |